# Cratere Cameron
Cameron  è un piccolo cratere lunare da impatto intitolato all'astronomo americano Robert C. Cameron, che si trova lungo il bordo nord-ovest del cratere Taruntius. Il cratere Cameron è circolare e la sua forma ricorda quella di una tazza; è privo di ulteriori caratteristiche. In un primo tempo era stato designato come 'Taruntius C', prima di essere rinominato dall'Unione Astronomica Internazionale.